# Trhypochthonius silvestris
Trhypochthonius silvestris är en kvalsterart som beskrevs av Arthur P. Jacot 1937. Trhypochthonius silvestris ingår i släktet Trhypochthonius och familjen Trhypochthoniidae. Inga underarter finns listade i Catalogue of Life.